# La Couarde-sur-Mer

La Couarde-sur-Mer este o comună în departamentul Charente-Maritime, Franța. În 1 ianuarie 2022 avea o populație de 1.112 de locuitori.